# Kýl

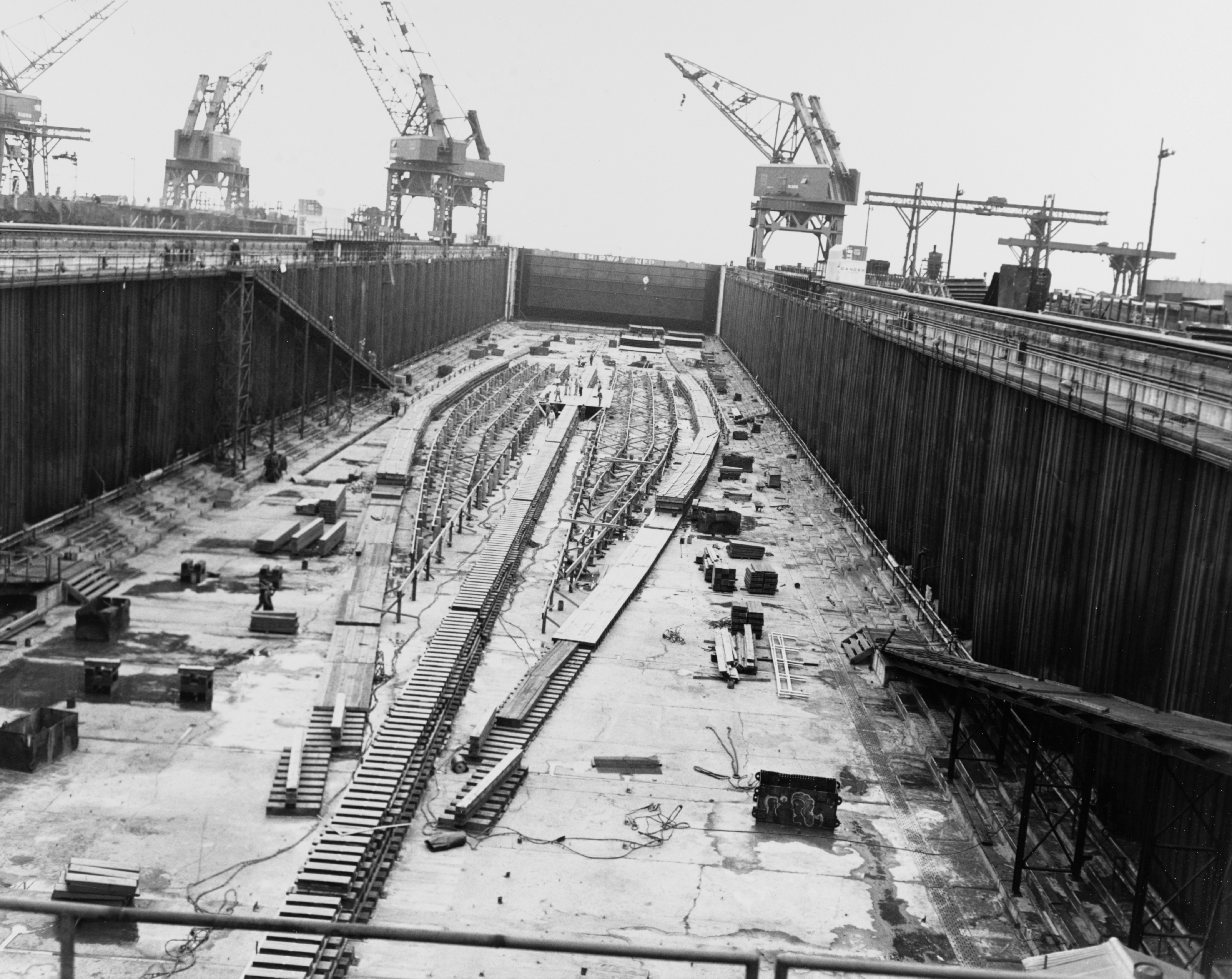
Položení kýlu letadlové lodě USS United States (CVA-58) v suchém doku

Kýl (něm. Kiel) je součást konstrukce plavidla, jakási páteř jeho kostry, k níž se připojují příčná žebra.

## Funkce
Může plnit strukturální nebo hydrodynamickou funkci – případně obojí. Jako strukturální prvek tvoří většinu podélné pevnosti trupu plavidla (ke které dále přispívají případná podélná žebra, boční kýly, obšívka a paluby) a napojují se na něj příčná žebra. Položení kýlu v loděnici se obvykle pokládá za počátek stavby plavidla (u moderních konstrukcí vyráběných z prefabrikátů se někdy místo položení kýlu čas počítá od tzv. prvního řezu ocelových plátů). Jako hydrodynamický prvek přispívá k příčné stabilitě plavidla a také zmenšuje boční snos plavidla (vlivem působení bočního větru).